# Mikhail Nikiforovitch Nikiforov
Pour les articles homonymes, voir Nikiforov.
Mikhail Nikiforovitch Nikiforov (en russe : Михаил Никифорович Никифоров) est un médecin russe, né le 4 novembre 1858 à Moscou et mort dans la même ville le 23 juin 1915.

## Biographie
Diplômé de la faculté de médecine de l'Université de Moscou en 1883, Mikhail  Nikiforov devient, en 1894, professeur d'anatomie pathologique et, en 1897, directeur de l'Institut d'anatomie pathologique de l'Université de Moscou,.
Il est l'auteur d'un atlas d'anatomie pathologique et a fondé une importante école dans cette spécialité.
Les principaux travaux de Nikoforov portent sur l'amélioration des techniques histologiques et bactériologiques, l'histogenèse lors de la granulation, la fièvre récurrente et la morphologie du chorioépithéliome,.

## Travaux
- Technique microscopique (1885)
- Sur les changements pathologiques de la rate lors de fièvre récurrente (mémoire, 1887)
- Sur l'angiosarcome diffus du cerveau et de la moelle épinière ("Archive of Neurology", 1887)
- Sur les méthodes d'examen du tissu conjonctif dans l'inflammation (Actes du II Congrès des médecins à la mémoire de Pirogov)
- Diagnostics différentiels des néoplasmes et des tumeurs inflammatoires
- Syphilis du cœur
- Atlas of Pathological Histology in Phototypic Micrographies (1900)
- Essai sur l'histologie pathologique des maladies gynécologiques (1900)
- Fondamentaux de l'anatomie pathologique» (1899)
- Sur les processus de régénération du foie dans les maladies infectieuses aiguës et les cellules épithéliales géantes (1911)